# EA Sports UFC
EA Sports UFC — игра, основанная на бренде Ultimate Fighting Championship, разработанная Electronic Arts и SKYBOX Labs для PlayStation 4 и Xbox One, первая демоверсия была выпущена на PlayStation Network и Xbox Marketplace 3 июня 2014 года. Основными лицами игры являются Джон Джонс и Александр Густафссон.

## Геймплей
Игра с искусственным интеллектом, включающим изменения в стратегии игры, чтобы сделать игровой опыт более реалистичным, чем в предыдущих играх UFC. В игре присутствует имитация полной деформации тела. Также присутствуют игроки, которых можно разблокировать в течение игры.

## Список бойцов
Со временем EA Sport дополняла игру несколькими дополнениями. Окончательный список состоит из 97 бойцов UFC (не включая DLC дополнения). Были добавлены легенда UFC Ройс Грейси и легенда боевых искусств Брюс Ли. Оба бойца открываются в игре в качестве бонусных бойцов. Грейси доступен в среднем дивизионе, а Ли доступен в легчайшем, полулегком, легком и в среднем дивизионах. С 22 июля 2014 года стало доступно первое бесплатное обновление, были добавлены Ти Джей Диллашоу, Тайрон Вудли и Такэя Мидзугаки. 26 августа 2014 года EA Sports выпустила ещё один патч, который включал супертяжеловеса Стипе Миочича а также бойцов полусреднего веса Мэтта Брауна и Майка Пайла. 2 октября EA Sports выпустила свой третий патч, включивший в себя Тима Кеннеди и Гуннара Нельсона, а также Ника Диаса который мог переключиться в средний дивизион. 29 октября EA выпустила свой четвёртый патч с Эктором Ломбардом, Диего Санчесом, Майклом Кьеза и Гегардом Мусаси. 19 ноября, EA выпускает пятый патч, с Майлсом Жюри, Андреем Орловским, и Йоэлем Ромеро. 10 декабря, ЕА выпустила пакет легенды, которая включала Марка Колмана, Мэтта Хьюза, Куинтона Джексона и Брока Леснара. 21 января, EA выпустила последний седьмой патч, включающая Эдди Альвареса, Холли Холм, Рафаэля дос Аньоса и Энтони Джонсона.

| Тяжёлый вес Фабрисиу ВердумCC Кейн Веласкес Жуниор дус Сантус Трэвис Браун Стипе МиочичDLC Марк Хант Андрей ОрловскийDLC Антониу Силва Рой Нельсон Алистар Оверим Фрэнк Мир Патрик Бэрри Марк КоулманDLC Брок ЛеснарDLC Антониу Родригу Ногейра | Полутяжёлый вес Даниэль КормьеCC [HW] Энтони ДжонсонDLC Александр Густафссон Джон Джонс Рашад Эванс Райан Бейдер Гловер Тейшейра Фил Дэвис Маурисиу Руа Антонио Родриго Ногейра Дэн Хендерсон[MW] Форрест Гриффин Куинтон ДжексонDLC Чак Лидделл Вандерлей Силва[MW] Чейл Соннен[MW] | Средний вес Крис ВайдманCC Андерсон Силва[LHW] Роналду Соуза Лиото Мачида[LHW] Витор Белфорт[LHW] Люк Рокхолд Йоэль РомероDLC Гегард Мусаси[LHW] Тим КеннедиDLC Майкл Биспинг[LHW] Костас Филиппу Марк Муньос Франсис Кармон Рич Франклин[LHW] Ройс Грейси Кунг Ле | Полусредний вес Робби ЛоулерCC [MW] Джонни Хендрикс Рори МакДональд Тайрон ВудлиDLC Карлос Кондит Эктор ЛомбардDLC Мэтт БраунDLC Демиан Майя[MW] Тарек Саффедин Джейк Элленбергер Гуннар НельсонDLC Ник Диас[MW] Мэтт ХьюзDLC Мартин Кампманн Джош Косчек Паскаль Краусс Майк ПайлDLC Жорж Сен-Пьер | Лёгкий вес Рафаэл дус АнжусCC Энтони ПеттисDLC Хабиб Нурмагомедов Дональд Серроне Гилберт Мелендес Бенсон Хендерсон Джош Томсон Майлз ДжуриDLC Эдди АльваресDLC Нейт Диас[WW] Майкл КьезаDLC Ти Джей Грант Джо Лозон Грэй Мэйнард Джим Миллер Росс Пирсон Диего СанчесDLC |

| Полулёгкий вес Жозе АлдуCC [LW] Фрэнки Эдгар[LW] Чед Мендес Конор Макгрегор[LW] Рикардо Ламас Каб Свонсон Дастин Пуарье Клей Гвида[LW] Деннис Зифер Чон Чхан Сон[LW] Би Джей Пенн[LW][WW] | Лёгчайший вес Ти Джей ДиллашоуCC DLC Ренан Баран Доминик Крус[FW] Юрайя Фейбер[FW] Майкл Макдональд Эдди Уайнленд Такэя МидзугакиDLC Эрик Перес Брайан Боулз Майк Истон Брюс Ли[FW][LW][WW] Брэд Пикетт | Наилегчайший вес Деметриус ДжонсонCC [BW] Джон Додсон Джозеф Бенавидес Иан Макколл Тим Эллиотт Скотт Йоргенсен Луис Гаудино Даррен Ауенояма | Женский легчайший вес Ронда РоузиCC Кэт Зингано Миша Тейт Сара Макмэнн Алексис Дэвис Сара Кауфман Лиз Кармуш Холли ХолмDLC |

Обозначения
CC Действующий чемпион
HW Боец может перейти в тяжёлый вес
LHW Боец может перейти в полутяжёлый вес
MW Боец может перейти в средний вес
WW Боец может перейти в полусредний вес
LW Боец может перейти в лёгкий вес
FW Боец может перейти в полулёгкий вес
BW Боец может переключиться в легчайший вес
DLC Загружаемый контент

## Загружаемый контент (DLC)
- 1.02

 Ти Джей Диллашоу
 Такэя Мидзугаки
 Тайрон Вудли
- 1.03

 Стипе Миочич
 Майк Пайл
 Мэтт Браун
- 1.04

 Тим Кеннеди
 Гуннар Нельсон
- 1.05

 Диего Санчес
 Эктор Ломбард
 Майкл Кьеза
- 1.06

 Йоэль Ромеро
 Андрей Арловский
 Майлз Джури
- 1.07

 Марк Коулман
 Мэтт Хьюз
 Куинтон Джексон
 Брок Леснар
- 1.08

 Эдди Альварес
 Холли Холм
 Рафаэль дос Анжус
 Энтони Джонсон

## Саундтрек
| Певец/Группа                        | Песня                   |
| ----------------------------------- | ----------------------- |
| 3Ball MTY ft. Belinda               | «Desesperada»1          |
| AFI                                 | «Wild»                  |
| Akrobatik                           | «Built To Last»         |
| Avenged Sevenfold                   | «Shepherd of Fire»      |
| AWOLNATION                          | «Sail (LED Remix)»      |
| Band of Skulls                      | «Asleep At The Wheel»   |
| Beware of Darkness                  | «Be My Exorcist»        |
| Bring Me the Horizon                | «Can You Feel My Heart» |
| Diddy - Dirty Money ft. Skylar Grey | «Coming Home»           |
| DMX                                 | «Ain’t No Sunshine»     |
| Dog Blood                           | «Shred or Die»          |
| Emmure                              | «E»                     |
| Flosstradamus ft. Travis Porter     | «Drop Top»              |
| Imagine Dragons ft. Kendrick Lamar  | «Radioactive»           |
| J. Roddy Walston & The Business     | «Sweat Shock»           |
| Kid Ink                             | «The Movement»          |
| Linkin Park ft. Rakim               | «Guilty All the Same»   |
| Miles Kane                          | «Give Up»               |
| Rick Ross ft. Future                | «No Games»              |
| Royal Blood                         | «Out of the Black»      |
| Run the Jewels                      | «No Come Down»          |
| ScHoolboy Q                         | «Break the Bank»        |
| Smoke Serpent                       | «Jiu Jitsu»             |
| Spiderbait                          | «Reach For the Sky»     |
| Tinie Tempah                        | «5 Minutes»             |
| Trivium                             | «Strife»                |
| Yo Gotti ft. T.I.                   | «King Sh*t»             |

## Отзывы
| Сводный рейтинг | Сводный рейтинг | Сводный рейтинг |
| Издание         | Оценка          | Оценка          |
| Издание         | PS4             | Xbox One        |
| --------------- | --------------- | --------------- |
| GameRankings    | 70,03 %         | 71,88 %         |